# Никад више, инспекторе Блок
Никад више, инспекторе Блок је епизода Дилан Дога објављена у свесци бр. 129. у издању Веселог четвртка. Свеска је објављена 28.12.2017. Коштала је 270 дин (2,4 €). Имала је 112 страна.

## Оригинална епизода
Оригинална епизода под називом Mai piu, inspettore Bloch објављена је у бр. 338. оригиналне едиције Дилана Дога која је у Италији изашла 29.10.2014. Епизоду је нацртао Bruno Brindisi, сценарио написао Paola Barbato, а насловну страну нацртао Анђело Стано.

## Кратак садржај
Инспектор Блок одлази у пензију. Када Дилан долази да га обиђе, сазнаје да прве пензионерске дане Блок проводи дружећи се са комшиницом Попер, Јуџином Смитом, бившим трговачким путником, коме је издао собу и још једним његовим приатељем. Дилан ускоро сазнаје да Блокови нови пријатељи нису реални људи, већ да је њихово место заузела сама Смрт. Верујући да је Смрт дошла по Блока, Дилан покушава да га избави из њених чељусти, али ускоро сазнаје да смрт има другачије намере.
Паралелно са овом радњом, епизода прати једну споредну причу у којој млада девојка Нора Катберт ангажује Дилана да открије зашто не може да умре, иако је убијена. Ова прича читаоца води до обрачуна погребних мафија.

## Насловна страна
Насловна страна је очигледан омаж насловној страни епизоде Спајдермена из 1967. године.

## Претходна и наредна епизода
Претходна епизода носила је наслов Дубоки свемир (бр. 128), а наредна Анархија у Уједињеном Краљевству (бр. 130).